# ولتر ۵۶۷۶

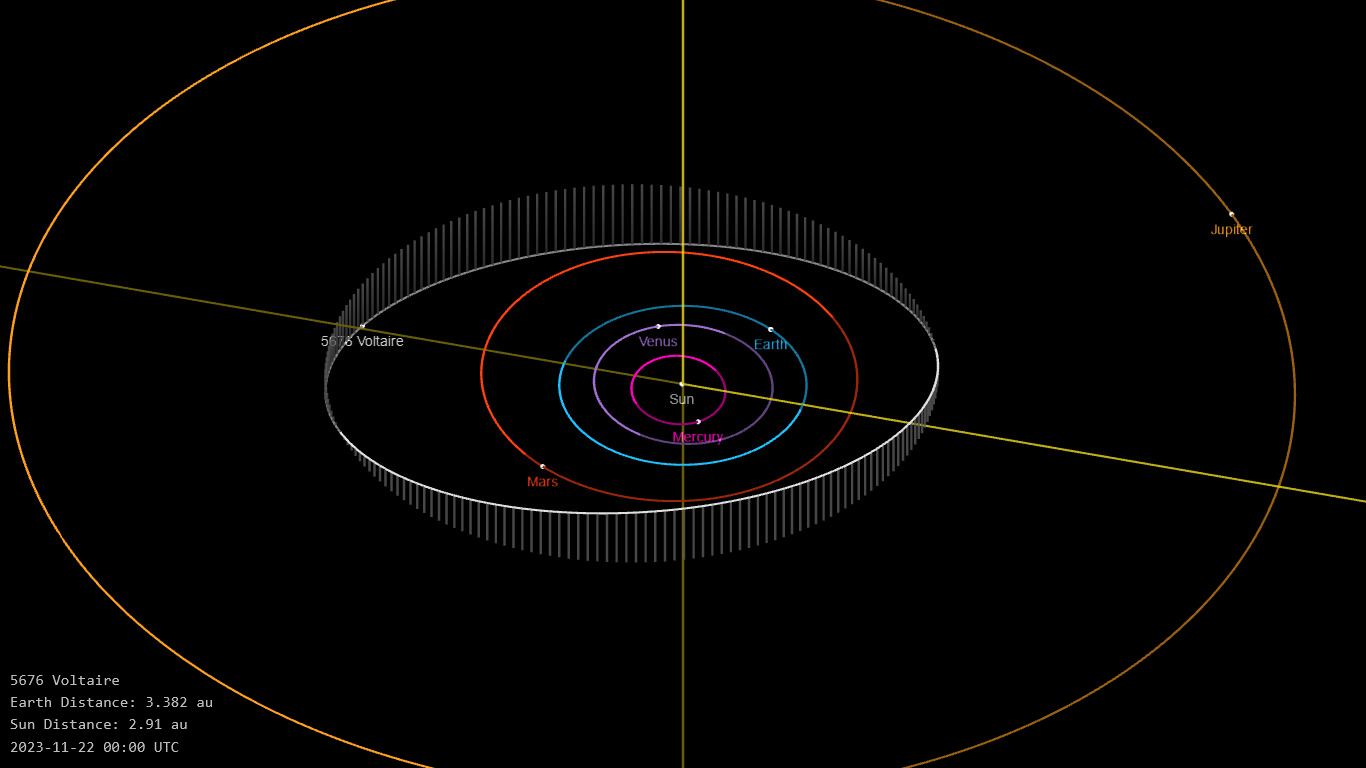
نمایی از محل قرارگیری سیارک ولتر ۵۶۷۶ در مدار – ۲۰۲۳

سیارک ۵۶۷۶ (به انگلیسی: 5676 Voltaire، نامگذاری:1986RH12) پنج هزار و ششصد و هفتاد و ششمین سیارک کشف شده‌است که در ۹ سپتامبر ۱۹۸۶ کشف شد.
قدر مطلق سیارک برابر ۱۲٫۴۰ است.